# Недезаргова плоскость
Недезаргова плоскость — это проективная плоскость, не удовлетворяющая теореме Дезарга, другими словами, не являющаяся дезарговой. Теорема Дезарга верна во всех проективных пространств размерности, не равной 2, то есть, для всех классических проективных геометрий над полем (или телом), но Гильберт обнаружил, что некоторые проективные плоскости не удовлетворяют теореме.

## Примеры
Некоторые примеры являются конечными геометриями. Для конечной проективной плоскости порядок на единицу меньше числа точек на прямой (это константа для всех прямых). Некоторые примеры недезарговых плоскостей:
- Плоскость Молтона.
- Любая проективная плоскость порядка, не превосходящего 8, является дезарговой, но существует три недезарговых плоскости порядка 9, каждая по 91 точек и 91 прямых[2]
- Плоскости Хьюза[англ.].
- Муфанговы плоскости[англ.] над альтернативными телами, не являющимися ассоциативными, как, например, проективная плоскость над октонионами.
- Плоскости Холла[англ.].
- Плоскости Андре[англ.].

## Классификация
Согласно Вайбелю, Х. Ленц дал схему классификации для проективных плоскостей в 1954 и её доработал А. Барлотти в 1957. Эта схема классификации основывается на типах транзитивности точка-прямая, разрешённых the группой коллинеации плоскости и известна как классификация проективных плоскостей Ленца — Барлотти. Список 53 типов дан в книге Дембовски. Таблица известных результатов о существовании (для групп коллинеации и плоскостей, имеющих такие группы коллинеации) как для конечного, так и бесконечного случая, находится на странице 126 книги. Согласно Вайбелю, «36 из них существуют как конечные группы. От 7 до 12 существуют как конечные проективные плоскости и 14 или 15 существуют как бесконечные проективные плоскости.»
Существуют и другие схемы классификации. Одна из самых простых схем базируется на типе плоского тернарного кольца, которое можно использовать для введения координат на проективной плоскости. Эти типы: поля, тела, альтернативные тела, полуполя, почтиполя, правые почтиполя, квазиполя и правые квазиполя.

## Конические сечения
В дезарговой проективной плоскости коническое сечение может быть определено различными эквивалентными способами. В недезарговых плоскостях доказательства эквивалентности оказываются неверными и различные определения могут дать неэквивалентные объекты. Остром Т. Г. предложил название конкоид для этих подобных коническим сечениям фигур, но не привёл формального определения и термин, как видно, не получил широкого распространения.
Существует несколько способов определения конических сечений на дезарговых плоскостях:
1. Множество абсолютных точек[10] полярности известно как коническое сечение фон Штаудта[англ.]. Если плоскость определена над полем характеристики два, получим только вырожденные конические сечения[англ.].
2. Множество точек пересечений соответствующих прямых двух пучков, которые проективно, но не перспективно, связаны известно как коническое сечение Штейнера[англ.]. Если пучки перспективно связаны, сечение вырождено.
3. Множество точек, координаты которых удовлетворяют неприводимому однородному уравнению второй степени.

Кроме того, на конечной дезарговой плоскости:
1. Множество q + 1 точек, никакие три из которых не коллинеарны в PG(2,q), называется овалом. Если q нечётно, овал является коническим сечением в смысле пункта 3 выше.
2. Коническое сечение Острома основывается на обобщениях гармонических множеств.

Артци дал пример конических сечений Штейнера на муфанговой плоскости, которые не являются сечениями фон Штаудта. Гарнер привёл пример конического сечения фон Штаудта, которое не является коническим сечением Острома на конечной плоскости полуполя.